# 奧加西爾峰

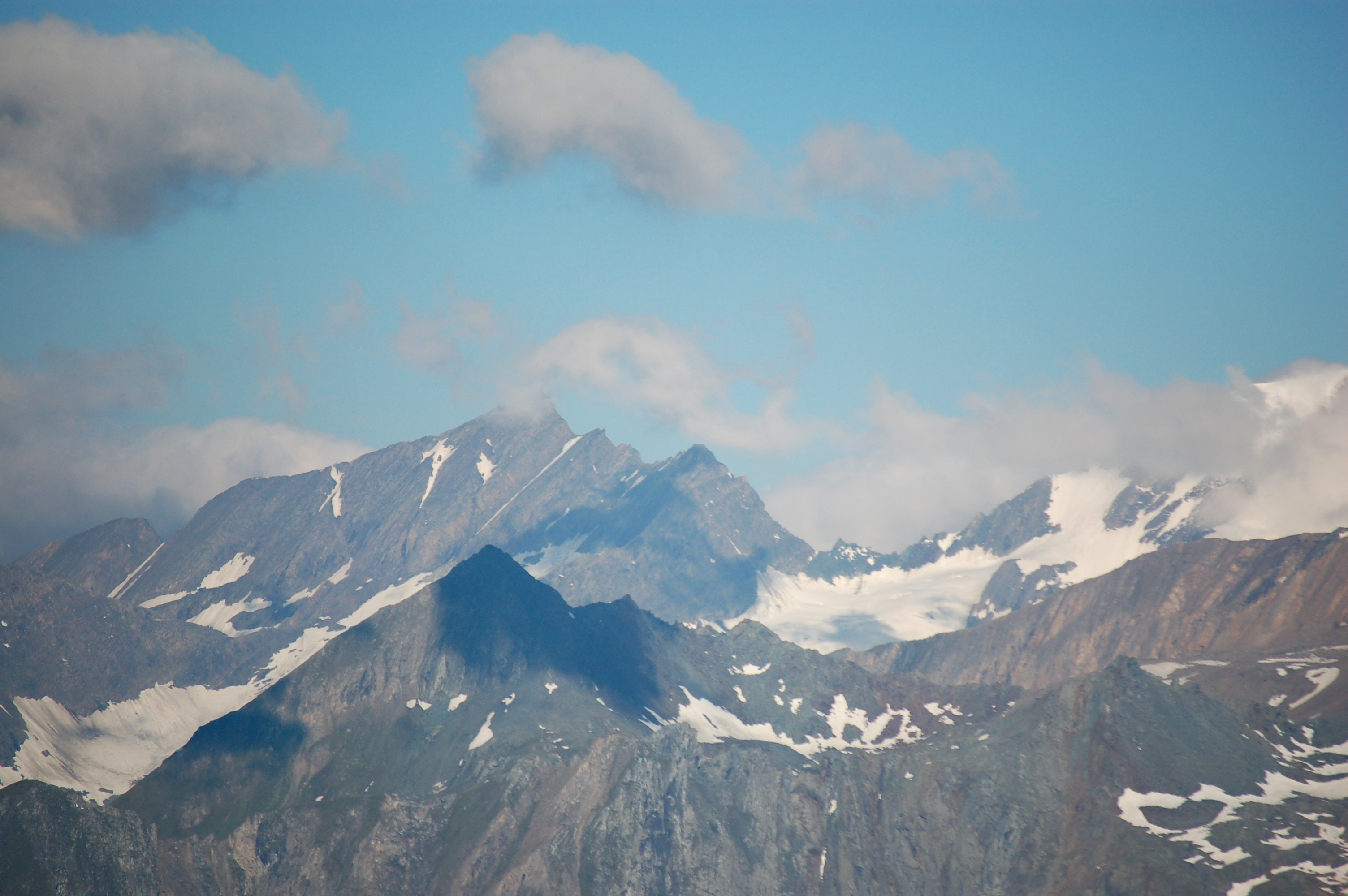

47°01′24″N 12°16′36″E / 47.023225°N 12.276572°E
奧加西爾峰（德語：Ogasilspitze），是奧地利的山峰，位於該國西部，由蒂羅爾州負責管轄，屬於維內迪傑山脈的一部分，海拔高度3,032米，每年平均降雨量1,874毫米。